# 凱蒂·佩芮
凯瑟琳·伊丽莎白·哈德森（英語：Katheryn Elizabeth Hudson，1984年10月25日—），是一名美國歌手、詞曲作家及電視節目評審，以其藝名凱蒂·佩芮（英語：Katy Perry）聞名。小時候在教堂唱歌後，身為青少年的她在福音音樂領域追尋職業生涯。
2001年，派瑞与红山唱片签约，并发布其首张录音室专辑《凯蒂·哈德森》，但专辑在商业上不成功。次年红山唱片倒闭，她搬到洛杉矶冒险闯入世俗音乐领域，并开始与制作人格倫·巴拉德、卢克博士和马克斯·马丁合作。被岛屿好果酱音乐集团和哥伦比亚唱片抛弃后，2007年4月派瑞与国会唱片签署唱片合约。2008年6月派瑞凭借其流行摇滚风格的第二张专辑《花漾派对》的单曲《忽冷忽热》和引发争议的同性恋主题单曲《亲了一个女孩》一炮而红。她的第三张专辑《花漾年华》闯入迪斯科领域，派生出美国公告牌百强单曲榜榜首单曲《加州女孩》、《烟火》、《外星品种》和《惡搞週末》，此外还有第三名单曲《离开的人是你》。2012年3月，她发行再版专辑《花漾年华：甜心全记录》，派生出单曲《做自己》和《绝对清醒》。其第四张专辑《棱镜》2013年发布，受到流行乐和舞曲影响。她成为首位在Vevo上有多部录影带播放量达到10亿的女歌手，其中歌曲《聽我吼》、《黑马》的录影带均获得超过30亿的点击量。而在《烟火》和《聽我吼》等歌曲中，她强调了自强和自尊的主题。派瑞以古怪和本着搞笑的个人衣着风格而知名，她的时装结合了鲜艳的颜色和食物主题。她的演唱会设有精心设计的舞台和服装。2020年8月28日，《微笑》正式發布。
派瑞获得过众多奖项，包括四个吉尼斯世界纪录，并在2011年到2015年被《福布斯》杂志列入“音乐界最赚钱的女性”榜单。纵观她的职业生涯，她在全球卖出了4000万张专辑和1.25億首单曲，是史上作品销量最多的音乐人之一。派瑞还为众多产品代言，并发布香水Purr、Meow!、杀手女王和瘋狂藥水。而在影视作品方面，她在2012年7月发布自传纪录片《凯蒂佩芮：做自己》，并帮2012年的《藍色小精靈》和其在2013年的续集裏的角色配音。

## 生平与生涯

### 1984-1998年：早年生活
凯瑟琳·伊丽莎白·哈德逊出生于加利福尼亚州圣巴巴拉戈列塔河谷小屋醫院，父亲莫里斯·基思·哈德逊（Maurice Keith Hudson）和母亲玛丽·克丽斯蒂·派瑞（Mary Christine Perry）是五旬节运动牧师。她的父母都生为基督徒，在度过“狂野的青春”后信奉上帝。派瑞拥有葡萄牙、德国、爱尔兰和英国血统。在母親家族方面，她是电影导演、制片人弗兰克·派瑞的侄女。她的弟弟大卫是歌手，姐姐叫安琪拉。3岁到11岁时，派瑞经常辗转全国各地，跟随父母创办教会，直至再次在圣芭芭拉安家。成长的过程中，她就读于宗教学校和夏令营学校，包括在小学时期就读的加利福尼亚圣巴巴拉基督教学校（Santa Barbara Christian School）和亚利桑那州天堂谷基督教学校（Paradise Valley Christian School）。她的家人曾陷入经济困境，曾有一段日子靠食物券和父母教会供给信众的食物仓库储备维生。
在成长的过程中，派瑞和她的兄弟姐妹们不被允许吃幸运护身符麦片，因为“幸运”一词让他们的母亲想起路西法，但母亲却把恶魔蛋称为“天使蛋”。小派瑞主要听福音音乐，因为在家里听世俗音乐通常会被家人劝阻。她透过从朋友家偷来的几张CD发现了流行乐。尽管不严格定义为教徒，但派瑞曾表示：“我无时不刻都在祈祷——为了自控，为了谦卑。”追随姐姐安琪拉，佩里利用她姐姐的录影带开始学习唱歌。她在父母面前表演了歌曲，父母还以为她上过声乐课。9岁时，她开始接受训练，参加父母的神职工作，9岁到17岁时在教会唱歌。13岁时，派瑞收到她作为生日礼物的第一把吉他，并公开表演她写的歌曲。她在长大时“成为一名非常像的传统加州女孩”，青少年时她开始学滑旱冰、滑滑板、冲浪。大卫形容她在青春期时是一个“假小子”。她还参加舞蹈课程，学跳摇摆舞、林迪舞和吉特布格舞。

### 1999-2006年：事业起步
高一那年，15岁的派瑞达到了普通教育发展证书要求，离开道斯梯形城堡高中追寻音乐生涯。她曾有一段日子在圣巴巴拉西方音乐学院学习意大利歌剧。她的歌声吸引田纳西州纳什维尔摇滚艺人史蒂夫·托马斯（Steve Thomas）和詹妮弗·克纳普的关注，两人曾把她带到那儿提升她的创作水平。
在纳什维尔，她开始录制样本唱片，学习写歌和弹吉他。与红山唱片签约后，派瑞录制她的首支专辑——名为《凯蒂·哈德森》的福音唱片。专辑于2001年3月6日发行，她加盟奇怪得正常巡演（The Strangely Normal Tour）以宣传专辑。尽管只卖出大约200张，在商业上没有获得成功，但专辑还是获得乐评人的积极评价。同年12月，派瑞与厂牌解约。
从福音音乐过渡到世俗音乐，派瑞17岁时移居洛杉矶，开始跟制作人格伦·巴拉德写歌。
2003年，为了避免与女演员凯特·哈德森混淆，她一度以凯瑟琳·派瑞的艺名进行表演。后来她用上母亲的娘家姓，取艺名凯蒂·派瑞。
2004年，派瑞签约巴拉德的唱片公司、当时隶属于岛屿好果酱音乐集团的Java。她开始创作独唱专辑，但在Java每况日下后，专辑被搁置。巴拉德后来把派瑞介绍给哥伦比亚唱片艺人培训主管蒂姆·迪瓦恩，她被签约为独唱艺人。在接下来的两年内，派瑞为她在哥伦比亚的处女作创作录制素材，并与戴斯蒙·柴德、格雷格·威尔斯、巴奇·沃克、斯科特·卡特勒/安妮·普列文（Scott Cutler/Anne Previn）、黑客帝国三人组、凯拉·狄奥果笛、马克斯·马丁和卢克博士等词曲作者共事。此外，迪瓦恩建议他们组成“真正的乐团”后，她与黑客帝国三人组录制唱片。派瑞在专辑几近完成时于2006年离开哥伦比亚，之后在独立艺人培训公司出租车音乐工作。
派瑞在正式出道前有过小成功。在她与巴拉德创作的专辑中，歌曲《简单就好》（Simple）出现在2005年电影《牛仔裤的夏天》的原声带中。她还给米克·贾格尔的歌曲《秉性难移》作伴唱，该曲赢得2005年金球奖最佳原创歌曲奖。2004年9月，《搅拌机》杂志将派瑞提名为“明日之星”（The Next Big Thing）。2006年，她为花钱找死乐团单曲《告别现在》（Goodbye for Now）录制伴唱，并在歌曲音乐录影带的结尾处亮相。那一年，派瑞还亮相碳叶子歌曲《学会飞》（Learn to Fly）的音乐录影带，还在时任男友、体育课英雄主唱崔维·麦考伊乐队的歌曲《丘比特被扼颈》（Cupid's Chokehold）的音乐录影带中扮演崔维的情人。

### 2007-2009年：《花漾派對》与事业突破

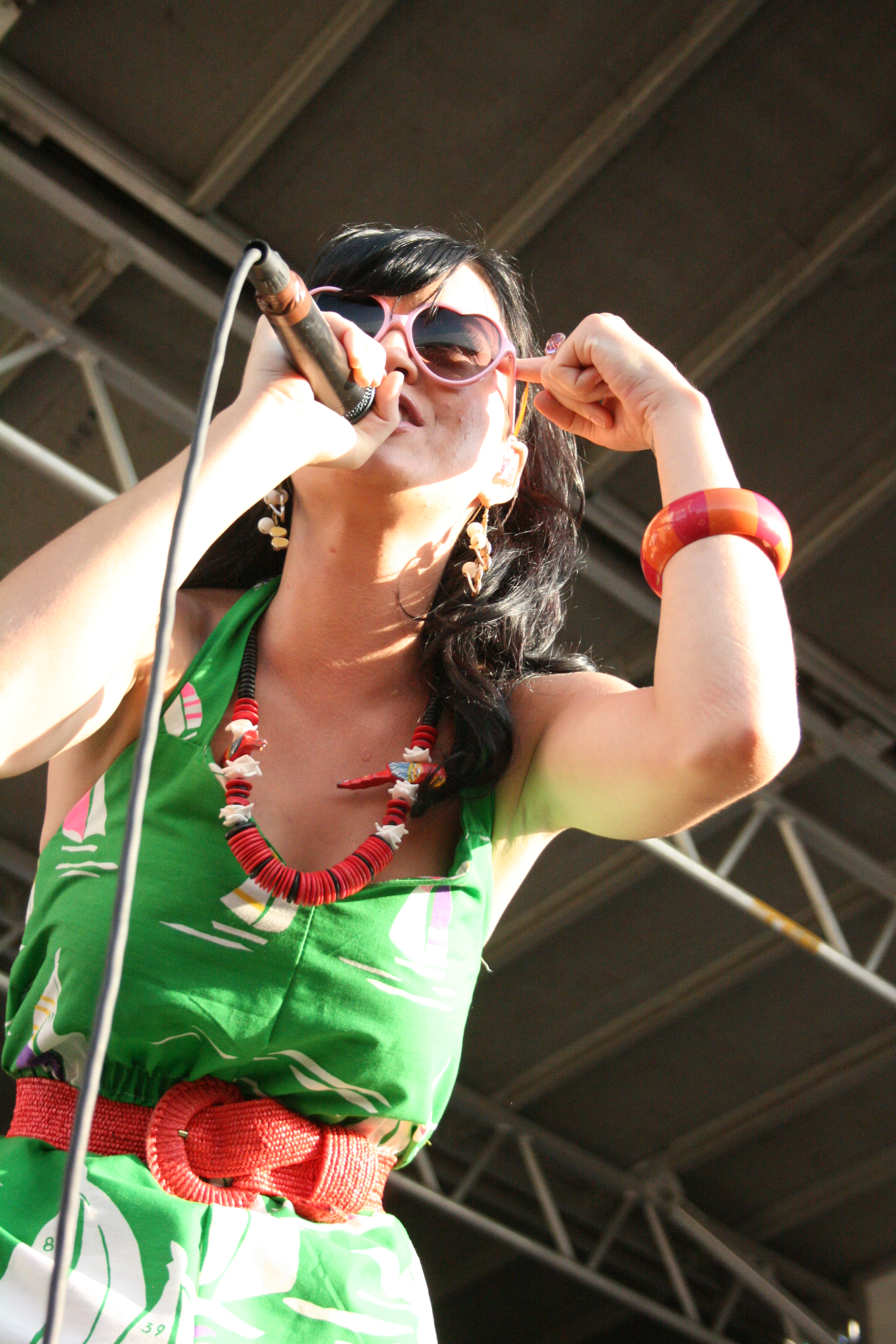
佩里是2008年Warped巡演阵容的一份子

哥伦比亚抛弃派瑞后，时任公司宣传主任的安赫丽卡·库伯-伯勒尔将派瑞的试样给了维珍唱片主席杰森·弗洛姆。弗洛姆确信她会是突出的明星，她在2007年4月签约国会唱片。公司安排他与卢克博士共事，为的是在她现有的素材中加上一段“不可否认的伟大音乐”。派瑞和卢克博士共同为她的第二张专辑《花漾派对》创作歌曲《亲了一个女孩》和《忽冷忽热》。随着2007年11月《你好Gay》MV的发行，宣传活动宣告拉开帷幕。随后主打《你好Gay》的迷你专辑被发行，用来创造收益。麦当娜于2008年4月在电台节目《约翰杰伊与里奇》（JohnJay & Rich）中称赞该歌曲，称它是她“最喜欢的歌曲”，从而帮助宣传。2008年3月，派瑞在《青春野火》的《生命太短暂》（Life's Too Short）一集中客串扮演一名酒吧歌手，6月份在《不安分的青春》的节目杂志《骚动族范儿》（Restless Style）的照片摄影中本色出演。
2008年4月28日，派瑞与国会唱片发行了她的首支单曲《亲了一个女孩》，作为《花漾派对》的主打歌。首个接纳该首歌的电台是纳什维尔的WRVW，播放该曲的头三天，他们收到大量热情的点歌请求。该曲在公告牌百强单曲榜上位列榜首。专辑于6月17日发行，获得褒贬不一的专业评价，并在公告牌二百强专辑榜上位列第九。《忽冷忽热》在9月发布，成为专辑第二首取得成功的单曲，在公告牌百强榜上位列第三，同时在德国、加拿大、荷兰和奥地利的榜单上位列榜首。之后的单曲《想著你》和《在赌城醒来》在2009年发布，均在公告牌百强单曲榜跻身30强。派瑞2004年和黑客帝国三人组一起录制的乐队同名处女作专辑，于2009年1月27日在iTunes发行，这是她单飞成功的结果。
2008年，完成Warped巡迴之后，派瑞于同年11月主持了2008年MTV欧洲音乐大奖，在那里她获得最佳新人奖。2009年1月到11月，她开启个人首个领衔世界巡演“你好凯蒂巡演”，来支持《花漾派對》。2009年8月4日，她在不要怀疑的2009年夏季巡演做开场表演。2009年11月，派瑞主持了2009年MTV欧洲音乐大奖，成为连续主持两届典礼的第一人。2009年7月22日，派瑞录制现场专辑《原音重现》，包括《花漾派對》其中五首单曲的不插电版，以及两首新歌《Brick By Brick》和《Hackensack》。专辑同年11月17日发行。派瑞还和其他艺人出过两首单曲：一首是在2009年9月与科罗拉多州乐团3OH!3合作的混音歌曲《追星族》；另一首则是在2010年1月与提姆巴蘭的合唱曲《如果我们再相遇》，出自他的专辑《超级惊选2》。《吉尼斯世界记录》2010年版因其卖出200万份数字单曲，而承认她创下了「女歌手在美国数字排行榜上最好开局」记录（Best Start on the US Digital Chart by a Female Artist）。
《亲了一个女孩》引起宗教团体和LGBT团体的争论。前者批评它有关于同性恋的主题，而后者控诉她用双性恋出售唱片。为了回应外界对她父母反对她的音乐作品和事业的猜测，派瑞告诉MTV他们并没有因为她的成功而跟她闹矛盾。2008年12月与崔维·麦考伊分手后，她在2009年夏天客串《大明星小跟班》时，遇到了她未来的老公羅素·布蘭德。她的镜头包括两场吻戏，都没出现在戏里面。派瑞在2009年MTV音乐录影带大奖上再次遇见罗素后，她开始跟罗素约会。2009年12月31日，两人在印度拉贾斯坦邦度假时订婚。

### 2010-2012年：《花漾年华 (Teenage Dream)》和婚姻
出任《美国偶像》嘉宾评委后，派瑞于2010年5月7日发布了《加州女孩》，该曲由说唱歌手史努比狗狗客串。该曲是她的第三张录音室专辑《花漾年华》的主打单曲，6月份在公告牌百强单曲榜上斩获冠军。她还在当月晚些时候在《英国版X音素》担任评委，之后又于7月发布专辑的第二首单曲《花漾年华》。《花漾年华》9月份在《公告牌》位居榜首。专辑于2010年8月24日发行，以第一位的成绩首次亮相公告牌二百强单曲榜。乐评人对专辑的评价褒贬不一，但它在全球已卖出570万张。10月，《烟火》作为专辑第三首单曲被发布。该曲于2010年12月8日成为专辑连续第三首百强榜冠军曲，还在美国获得9张铂金唱片销量认证。
由说唱歌手肯伊·威斯特客串的《外星品种》于2011年2月16日作为专辑的第四首单曲发布。该曲在五个非连续周称霸百强榜，使得专辑成为历史上第九张在百强榜上产出四首榜首单曲的专辑。接着《恶搞週末》于6月成为第五首单曲，而派瑞随着8月17日该曲称霸单曲榜，成为首位同一专辑有五首百强榜榜首单曲的女艺人，也是继迈克尔·杰克逊的专辑《Bad》的第二位艺人。凭借这张专辑，她在2011年1月的全美音乐奖上赢得一项荣誉奖，并在2013年创下一项吉尼斯世界纪录。9月7日，她创下了连续69周位列百强榜前十的首位女艺人的纪录。10月，《离开的人是你》作为第六首单曲发布。歌曲在百强榜上名列第三，在加拿大名列第二。2012年2月13日，国会唱片发行了《花漾年华：甜心全记录》的主打单曲《做自己》，该曲在百强榜夺冠，总体上成为派瑞第七首在该榜夺冠的单曲。专辑于3月23日发布。《绝对清醒》作为第二首再版单曲，于5月22日发布，在百强榜上最高排在第二位(peaking at number two on the Hot 100)，并在加拿大和新西兰斩获冠军。1月5日，尼尔森唱片市场调查公司表示，她凭借着3760万份的销量，成为了美国数字销量第六高的艺人。当月，她成为了首位有四首数字销量超过500万份的女艺人。

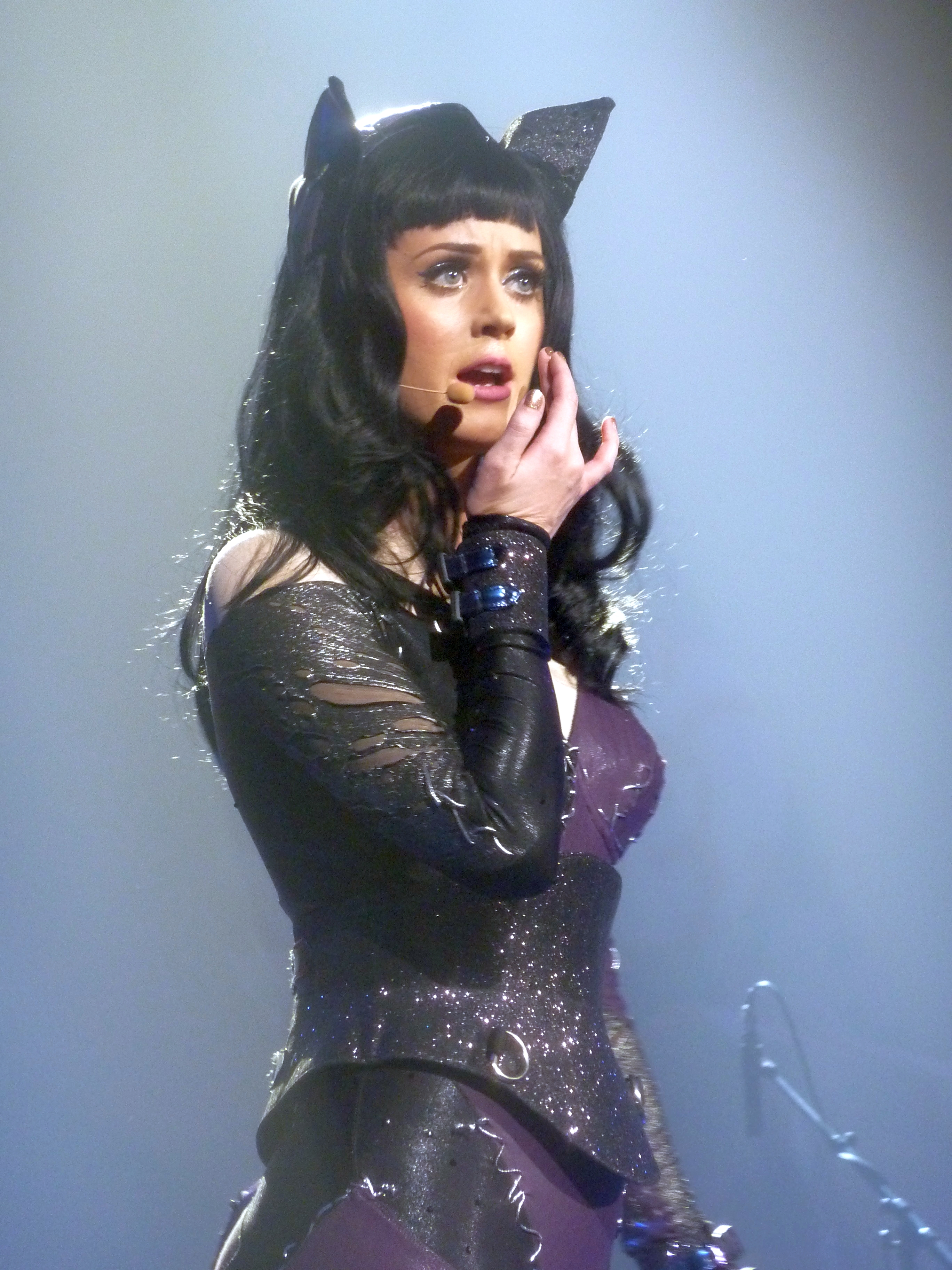
派瑞的加州之梦巡回演唱会赚到5900万美元

派瑞于2011年2月和2012年1月开启了她的第二个巡演加州之梦世界巡回演唱会，以支持《花漾年华》。巡演在全球赚到5900万美元的票房，为她在2011年MTV欧洲音乐大奖上赢得最佳现场表演奖。2011年9月23日，她在2011年里约摇滚音乐节的开幕日与艾尔顿·约翰、克劳迪娅·莱蒂和蕾哈娜共同表演。2010年9月，派瑞预计亮相第41季的《芝麻街》。她的镜头被上传到YouTube后，观众批评派瑞暴露乳沟。节目正式播出四天前，芝麻街工作室宣布该片段不会在电视上播放，但仍可以在网络上观看。派瑞随后在《周六夜现场》拿这个争议开玩笑，她在节目中担任音乐嘉宾，还在一个小品中穿上露出大部分乳沟的艾蒙主题衬衣。
2010年12月，派瑞在《辛普森一家》圣诞节特别剧集《大战平安夜》真人片段中扮演莫·希斯拉克的女友。2011年2月，她在《老爸老妈的浪漫史》《噢，亨妮》一集中扮演名为亨妮的女性。这个角色让她在2012年1月赢得了最受欢迎电视客串明星奖。她还在2011年7月29日上映的3D家庭动画真人电影《蓝精灵》中饰演蓝妹妹一角，这是她首次参演电影。电影在全球获得财务上的成功，然而影评人大多给出差评。2011年12月10日，她主持了《周六夜现场》，蘿蘋在那一集中担任音乐嘉宾。派瑞在该集中的表演获得影评人的普遍好评，他们赞赏她在该集的数字短片中与安迪·萨姆伯格的表演。2012年3月，她在《家有喜旺》名为《女性白人单身模范》（Single White Female Role Model）饰演监狱保安里琪（Rikki）。2012年7月5日，派瑞的自传纪录片《凯蒂佩芮：做自己》由派拉蒙影业在各大院线发行。电影获得积极评价，在全球获得3273万美元票房。
派瑞于2010年11月发布她的首款香水Purr，正式进军商界。2011年12月，她又发布了第二款香水Meow!。两款香水由诺德斯特龙百货公司代理销售。美国艺电招募她宣传他们的新资料片《模拟人生3：作秀时刻》，之后又于2012年6月发布了含有派瑞主题的家具、服饰和发型的物品包《模拟人生3：凯蒂·派瑞甜心包》。同年7月，她成为Popchips的代言人兼形象大使，还投资该公司。《公告牌》封她为2012年“年度女性”。
2010年10月23日，她与罗素·布兰德在拉贾斯坦邦的伦塔波尔国家公园的一个传统印度教婚礼仪式上喜结连理。2011年12月30日，布兰德宣布两人已离婚，长达14个月的婚姻生活正式结束。派瑞后来表示两人职业生涯时间表有冲突，在她就做好了离婚的打算前他渴望孩子，而且他把与她离婚的短信发出去后，他再也没有跟她交谈过，况且布兰德之所以跟她离婚，是因为她在商业上的成功和不愿维权的态度。她最初曾被离婚搞得心烦意乱，一度想轻生。2012年婚姻结束后，派瑞在当年8月与约翰·梅尔交往。

### 2013-2015年：《棱镜》和超级杯中场表演
2012年11月，派瑞着手创作她的第四张专辑《超炫光》。她告诉《公告牌》：“我完全知道我想在接下来制作的唱片。我想到了封面、着色和音调。我甚至想到接下来我要做哪种类型的巡演。如果我头脑中的愿景变成了现实，我会非常高兴的。”尽管婚姻结束后她于2012年6月告诉《时尚杂志意大利版》她打算在专辑中加点“黑暗元素”，但派瑞在2013年MTV音乐录影带大奖上向MTV透露她经过一段时期的自我反省，改变了专辑的方向。她表示“我感到非常的棱柱化”，这给了她专辑名字的启发。《聽我吼》作为专辑的主打单曲于2013年8月10日发布。该曲在MTV音乐录影带大奖上被推广，在百强单曲上位列榜首。《無條件愛你》作为第二首单曲于2013年10月16日，在美国的最高排位为第14位。

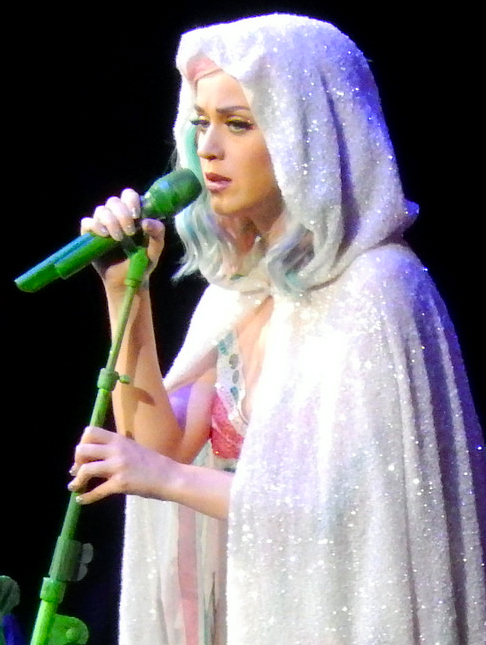
派瑞在棱镜世界巡回演唱会上表演，摄于2014年7月

专辑于2013年10月18日发布，以第一名亮相二百强专辑榜。四天后，派瑞在洛杉矶的iHeartRadio剧院表演了专辑的歌曲。《黑马》作为专辑的第三首单曲于2013年12月17日发布，并在2014年1月29日成为她的第九首榜首单曲。2014年，《生日快乐》和《人生就是这样》接着作为专辑第四首和第五首单曲发布，在百强榜跻身25强。2014年1月11日，派瑞在北京国家体育馆参加由英菲尼迪赞助的演唱会，这是她首次到中国演出。同年2月与梅尔断交前，她和他为他的专辑《天堂之谷》录制并共同创作了二重唱歌曲《你爱的是谁》。歌曲于2013年8月12日发布。派瑞的第三个领衔巡演超炫光世界巡回演唱会于2014年5月启动，2015年10月收官；其中她于4月在广州和上海举办3场演唱会，这是她个首次在中国大陆举办个人演唱会。之后的台北站演唱会中，派瑞顺手将一名歌迷挥舞的中华民国国旗披在身上，当时她碰巧穿着一条点缀着向日葵的长裙，引发现场歌迷的热烈反响。现场照片流传到社交网站后，在中国大陆网站引发讨论热潮，当地网民表达了对此举的强烈不满，但派瑞及其经纪公司尚未正面回应此事。2015年9月27日，她献唱2015年里约摇滚节。
2014年11月23日，國家美式橄欖球聯盟宣布派瑞将于2015年2月1日在第四十九届超级碗中场秀中演出。蓝尼·克罗维兹和梅西·埃利奥特担任表演的特别嘉宾。中场表演两天后，《吉尼斯世界纪录大全》宣布派瑞的表演在美国吸引1.185亿名观众收看，成为超级碗历史上观看人数最多和收视率最高的表演，收视人数比受到1.144亿人观看的正赛还要高。
国际唱片业协会将她列入2013年全球顶级发片艺人榜单的第五位。2014年6月26日，凭借在美国的7200万首数字单曲的认证销量，她被美国唱片工业协会宣布为顶级认证数字艺人（Top Certified Digital Artist）。2014年5月，画家马克·雷登（Mark Ryden）创作的派瑞肖像亮相他在洛杉矶科恩画廊（Kohn Gallery）举办的“90年代同性恋”（The Gay 90s）主题展。跟其他艺人一道，她为展览附带的限量版概念专辑录制了歌曲《黛西·贝尔 (二人自行车)》的翻唱版。同月，威尔·卡彤（Will Cotton）创作的派瑞肖像出现在美国国家肖像画廊。2015年11月23日，派瑞出席H&M假期广告促销活动，其中她创作并录制歌曲《每一天都值得欢庆》。
2014年6月17日，派瑞宣布在国会唱片名下建立她自己的唱片公司，名叫变形唱片。费拉斯是第一个签约该公司的艺人，派瑞为他的同名迷你专辑出任执行制作人。她为专辑与他录制二重唱歌曲《传奇不朽》（Legends Never Die）。她凭借着3900万美元的收入入选《福布斯》2013年“全球音乐界最赚钱女性”榜单，后来又凭借4000万美元收入在他们2014年的榜单中名列第五。2015年，凭借1.35亿的收入，《福布斯》再次将派瑞列入榜单头位，封其为“全球收入最高的女艺人”，宣称她是2015年收入最高的女性名人，把她放进杂志百强名人榜的第三位。
除了音乐生涯，派瑞还在《蓝精灵2》中再次出演蓝妹妹，该片于2013年7月31日上映。和它的前作一样，该片获得财务上的成功，但遭到影评人的批评。2014年3月，她在《克罗尔秀》中的“布里斯特托利斯出席父亲学院毕业庆祝仪式红毯秀观看派对”（Blisteritos Presents Dad Academy Graduation Congraduritos Red Carpet Viewing Party）。2013月8月，杀手皇后透过Coty, Inc.发布了她的第三款香水。2014年1月，她成为麦当娜的艺术自由倡议的客座策展人。2015年3月，她亮相《羅素·布蘭德：怪咖再临》，这部纪录片追随他的前夫拉塞尔·布兰德从创作戏剧转战到社会活动领域，同时她还透过Epix发布了演唱会电影《凱蒂佩芮：超炫光世界巡迴演唱會》(Katy Perry: The Prismatic World Tour)，这发生在她的同名巡演期间。派瑞还于2015年6月客串演出麦当娜歌曲《贱人我是麦当娜》的音乐录影带。2015年9月，她亮相跟拍她准备超级碗表演的过程的纪录片《凱蒂佩芮：百事超級盃中場表演製作集錦》（Katy Perry: Making of the Pepsi Super Bowl Halftime Show），同时还亮相跟拍设计师杰瑞米·斯科特的《杰瑞米·斯科特：人民设计师》。派瑞还于2015年12月透过Glu Mobile发布了移动应用程序Katy Perry Pop，其中她的角色帮助玩家成为知名音乐人。她还称它蕴藏着“帮助指导你实现音乐梦想的最好玩、缤纷多彩的世界”。在2016年2月上映的电影《名模大間諜2》中，派瑞本色出演。

### 2016年-2019年：《見證》和《美國偶像》

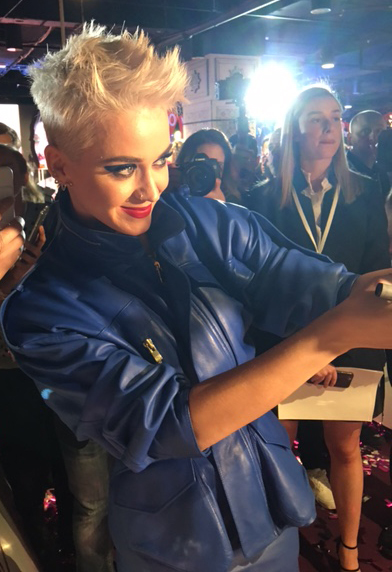
2017年6月，佩里與粉絲在悉尼合影。

2016年5月，佩里确认她正创作新的音乐。她为NBC体育所转播的2016年夏季奥林匹克运动会创作主题曲《崛起》，该曲于2016年7月14日释出。佩里之所以选择单独发行该曲，而不把它收入专辑，“是因为现在比以往更重要是，我们的世界必须团结起来。”NBC也认为这首歌的励志主题“直接传播了奥林匹克及其运动员精神的信息”。该曲在澳大利亞單曲榜以第一名亮相，而在美国則名列第11。2016年8月，佩里称她渴望去加入一些可以「聯繫起来而且鼓舞人心的」素材并告诉瑞安·西克雷斯特她「不着急」制作第五张专辑，并补充说：「尝试不同的制作人，不同的合作者，还有不同的风格让我感觉很有意思。」
2017年2月10日，佩里發行了新單曲《鍊上節奏》。歌曲在匈牙利夺冠，在美国取得了第4名。随着歌曲的发行，Spotify宣布会在2017年夏季第五张录音室专辑发行前展开一轮宣传活动。专辑的第二张单曲《秀色可餐》由Migos参与客串，于4月28日发行。
佩芮的第4張錄音室專輯名為《見證》於2017年6月9日發行，獲得了樂評褒貶不一的評價，在美國取得了冠軍。隨著專輯發行，佩芮以《直擊凱蒂·佩芮：見證全球》為名，在YouTube上直播了自己4天的生活，該直播亦播出了6月12日的一場演出。直播影片在超過190國獲得了超過4900萬人次的觀看。專輯的宣傳巡演見證巡迴演唱會於2017年9月開啟，計畫於2018年8月結束。2017年6月15日，凱文·哈里斯專輯《音浪強襲 第1輯》歌曲《戀愛感覺》發行，佩芮參與了歌曲客串。歌曲在英國取得了冠軍，成為佩芮在該國第5張冠軍單曲。
音樂之外，佩芮在2016年電影《名模大間諜2》飾演了本人一角。2017年2月，她發佈了自己的鞋品牌“凱蒂·佩芮精選”（Katy Perry Collections）。同年8月，她參與了2017年MTV音乐录影带大奖主持。2018年3月，佩芮與美国广播公司《美國偶像》簽訂了價值2500萬合約，宣佈成為該節目評委，節目於2018年3月首播。
自2016年起，佩芮與英國演員奥兰多·布鲁姆开始交往。两人于2019年2月14日订婚。

### 2019年-2020年：《微笑》和成爲母親
佩芮在2019年的一個訪談中表示，今年將有新專輯及歌曲的發行。隨後佩芮在這一年發行了3支獨立單曲，分別是2019年5月31日發行的《從未結束》、2019年8月9日發行的《小談話》、2019年10月16日發行的《在夏威夷的哈雷》，其中《從未結束》廣受好評。這三支單曲在翌年收入在專輯《微笑》中。佩芮與DJ Zedd合作的歌曲《365》於2019年2月14日正式釋出，並登上iTunes全球榜冠軍。
2019年6月17日，佩芮參與演出歌手泰勒絲的歌曲《你需要冷靜一下》的音樂錄影帶，結束她和泰勒絲不和的過往
2020年3月5日，佩芮發行單曲《Never Worn White》，並通過這支單曲公布自己懷孕的喜訊。同年5月15日，佩芮發行新專輯首支主打單曲《Daisies》，同日，佩芮宣佈新專輯《微笑》在8月14日發行，後因專輯製作上的問題而推遲至8月28日發行。在專輯發行的前兩天，2020年8月26日，佩芮順利誕下與奥兰多·布鲁姆的女兒Daisy Dove Bloom。

### 2021年-2023年：拉斯維加斯駐場演唱會《玩樂》
2021年1月20日，凱蒂佩芮在美國總統喬·拜登的總統就职典礼「庆祝美国」音乐会上壓軸出場演唱《烟火》。四个月后，她與寶可夢合作推出單曲《電力四射》，與單曲搭配的凱蒂佩芮和寶可夢聯名的周邊商品也在其官方網店發售，這也是寶可夢25周年紀念活動的一部分。至同年10月，佩芮代言蓋璞聖誕季“ALL TOGETHER NOW”主題廣告，并為廣告翻唱披頭士樂隊的經典歌曲《All You Need Is Love》，每當她翻唱版本的《All You Need Is Love》在串流媒體平台播放時，蓋璞公司就會向支持貧困兒童的非營利組織「Baby2Baby」捐贈1美元（100,000美元封頂）。
佩芮於2021年12月29日開始在拉斯維加斯名勝世界舉辦駐場演唱會玩樂，該演出在2019冠状病毒病疫情期間舉辦，佩芮表示這場演唱會的靈感來自於《親愛的，我把孩子縮小了》、《妙人怪譚電視劇》和《荒唐小混蛋奇遇記》；佩芮也於當日發佈與瑞典DJ艾利索合作的單曲《當我離開》，ESPN在隔年1月10日直播美國大學橄欖球季後賽全國錦標賽中場休息期間全球首播該曲MV。《當我離開》發行首周躋身《告示牌》榜外單曲榜冠軍，之后在2月22日首次登上告示牌百大單曲榜排行榜第97位，成为佩芮的第35首歌曲單曲，也是艾利索的第3首上榜單曲，這首歌在排行榜上最高排名為第90位。
2022年1月，佩芮與調酒師摩根·麥克拉倫推出她們的個人無酒精開胃酒品牌「De Soi」，主打含有天然適應劑的即飲型無酒精飲品。同年，佩芮與托馬斯·瑞特一起為他的專輯合唱專輯同名單曲《我們開始的地方》，該專輯于4月1日發行；此外，她成為外賣品牌Just Eat、SkipTheDishes、Lieferando 和 Menulog 廣告的新任代言人，並為它們的廣告創作全新混音版本主題曲。6月8日，佩芮被授予拉斯維加斯大道鑰匙，克拉克縣的代表宣佈6月8日為克拉克縣的「凱蒂·佩芮日」；8月，佩芮與科技公司蘋果公司合作，出演其庫樂隊音樂軟件的宣傳片，用戶可以用她的歌曲《在夏威夷的哈雷》參加混音會。該年11月，樂高集團推出其迄今為止最大的聖誕季活動，并邀請凱蒂佩芮拍攝廣告，廣告采用她的熱門單曲《烟火》作爲主題曲。
2023年5月7日，佩芮受邀在查爾斯三世的英國國王加冕音樂會上出場表演，她在於溫莎城堡舉辦的音樂會上獻唱《聽我吼》和《烟火》兩首歌曲。9月，她以約2.25億美元的價格將自己的全部音樂母帶版權賣給音樂版權管理公司「Litmus Music」，這筆交易的標的包含佩芮的母帶版稅收入，以及她所擁有自2008年至2020年間發行的《One Of The Boys》、《Teenage Dream》、《Prism》、《Witness》和《Smile》專輯出版權股份，媒體報導此為該年度音樂業者與單一藝人達成的最高金額交易。佩芮之後在《小豬佩奇》中為新角色「豹女士」配音，她配音的動畫作爲“婚禮特別篇”收錄在2024年播出動畫的第十季節目和電影《佩佩的電影派對》中。

### 2024年：《143》
2024年5月，佩芮辭去已經主持7季的選秀節目《美国偶像》評審職位，並宣布在同年推出個人專輯《143》，首波主打單曲〈Woman's World〉於7月發布。9月11日，佩里在2024年MTV音乐视频大奖上获得了迈克尔·杰克逊音乐视频先锋奖。

## 艺术技巧

### 影响
在职业生涯的早期阶段，派瑞的音乐风格受福音吸引，而她渴望像艾米·格兰特那样的成功。15岁时，她听了皇后乐队的歌曲《杀手女王》，称这首歌启发她追寻音乐生涯。她表示称乐队主唱弗雷迪·默丘里给她的影响最大，表示“他的讽刺性歌曲创作手法和‘我才不在乎’的态度”启发了她的音乐灵感。为了表示对乐队的敬意，她给她的第三款香水起名为“杀手女王”。派瑞表示海滩男孩和他们的专辑《宠物之声》对她的音乐有着相当的影响力：“（它）是我最喜欢的唱片，她对我的所有歌曲有着相当大的影响。我曾甄选过所有旋律都是因它而起的。”这位歌手还对披头士的同名专辑怀有崇高的敬意，表示这两张专辑是“唯一一样我听了足足两年的东西”。
艾拉妮丝·莫莉塞特和她1995年的专辑《小碎丸》是显著的音乐灵感，促成了后来与莫莉塞特的长期合作伙伴布拉德合作的结果。派瑞表示，“《小碎丸》是史上最完美的女性唱片。那张专辑上有一首献给所有人的歌。上面所有的歌都唱到了我的心坎上。它们是永恒的。”此外，派瑞还借用了帕蒂·格里芬的《花红胜火》和乔纳瑟·布鲁克的《插上双翼的10美分》（10 Cent Wings）的影响。派瑞打算把她的大部分当成是琼尼·米歇尔，发行民谣和原音音乐。派瑞的自传纪录片《凯蒂佩芮：做自己》受到《麦当娜：真心话大冒险》的大部分影响。她敬佩麦当娜彻底改变自己的能力，表示“我要逐渐进化成麦当娜。”
派瑞列举出多位给予她创作灵感的艺术家。她认为格温·史蒂芬妮和碧玉给了她影响，尤其钦佩碧玉“乐于永远抓住机会”。《烟火》的灵感出自杰克·凯鲁亚克书作《在路上》的一篇文章，文中作者比较了把自己的毕生活得像穿越天际的烟火一样绚烂和怀着敬畏之心观赏烟火的两类人。她的第二个巡回演唱会加州梦之旅，让人想起《爱丽丝梦游仙境》和《绿野仙踪》。她也把她的歌曲《黑马》背后的影响归功于1996年电影《魔女游戏》，而《棱镜》则受艾克哈特·托勒的书作《当下的力量》影响。

### 音乐风格与主题
派瑞的音乐结合了流行、摇滚和迪斯科，《凯蒂·哈德森》则包含了福音。她之后的专辑，《花漾派對》和《花漾年華》都涉及了性与爱的主题。《花漾派對》是流行摇滚唱片，《花漾年華》则有点迪斯科的影响派瑞的第四张专辑《棱镜》，很明显地是受舞曲和流行乐影响。歌词方面，专辑中提到了各种人际关系、自我反省和日常生活。她的许多歌曲，特别是《花漾年華》，反映了青少年男女之间的爱情；《W》杂志描述这张专辑的性暗示是“无法抗拒的虐心旋律”。自强是派瑞音乐作品的共同主题。
派瑞自封为“披着流行歌星外衣的创作型歌手”，认为诚恳的歌曲创作对她很重要。她告诉《美丽佳人》：“我感觉将我与我的很多同龄人分隔开的神秘魔法是一种变得脆弱、真实和诚实的勇气。”克里斯汀·韦格评论道：“派瑞的歌能做得简朴、清新且有感染力，表面潜藏着一片百感交集、目标混乱和自相矛盾的冲击相交织的海洋，足以填补一张卡洛尔·金的专辑。”《芝加哥论坛报》的格雷格·科特表示，“被认真对待可能是派瑞最大的挑战。”《纽约时报》把她标榜为“当代最有天赋的流行巨星——她的热曲听上去像一种实验的暗示。”《洛杉矶时报》的兰德尔·罗伯茨称她在她的歌词中使用习语和隐喻，“陈词滥调”层出不穷。纵观整个职业生涯，派瑞合作创作的歌曲被魔法少女席琳娜、杰西·詹姆斯、凯莉·克莱森、莱斯利·罗伊、布兰妮·斯皮尔斯、伊基·阿塞莉娅和妮琪·米娜录入唱片。

### 聲樂
派瑞拥有从Eb3到C#7三个八度的轻抒情女高音音域。对她声线的评价褒贬不一，《卫报》的贝蒂·克拉克（Betty Clarke）评论称她的声音“锋芒毕露得强有力”。而《滚石》的罗布·谢菲尔德（Rob Sheffield）称派瑞在《花漾年华》中声音“被加工成断奏的响音”。musicOMH的达伦·哈维（Darren Harvey）将派瑞在《花漾派对》中声音与艾拉妮丝·莫莉塞特的声线作比较，称都具备一把“转八度中音节的活泼嗓音”。而《新音乐快递》的亚历克斯·米勒（Alex Miller）则感觉在《花漾派对》中“派瑞的问题经常出在她的声线上”，指出“循着旋律的某个地方，有人相信她像一位不错的、勇气十足的摇滚小妞。”相反，《每日电讯报》的贝尔纳黛·麦克纳尔蒂（Bernadette McNulty）一篇关于《棱镜》专辑推广演唱会的评论称赞她的“摇滚小妞声音”。

## 公众形象

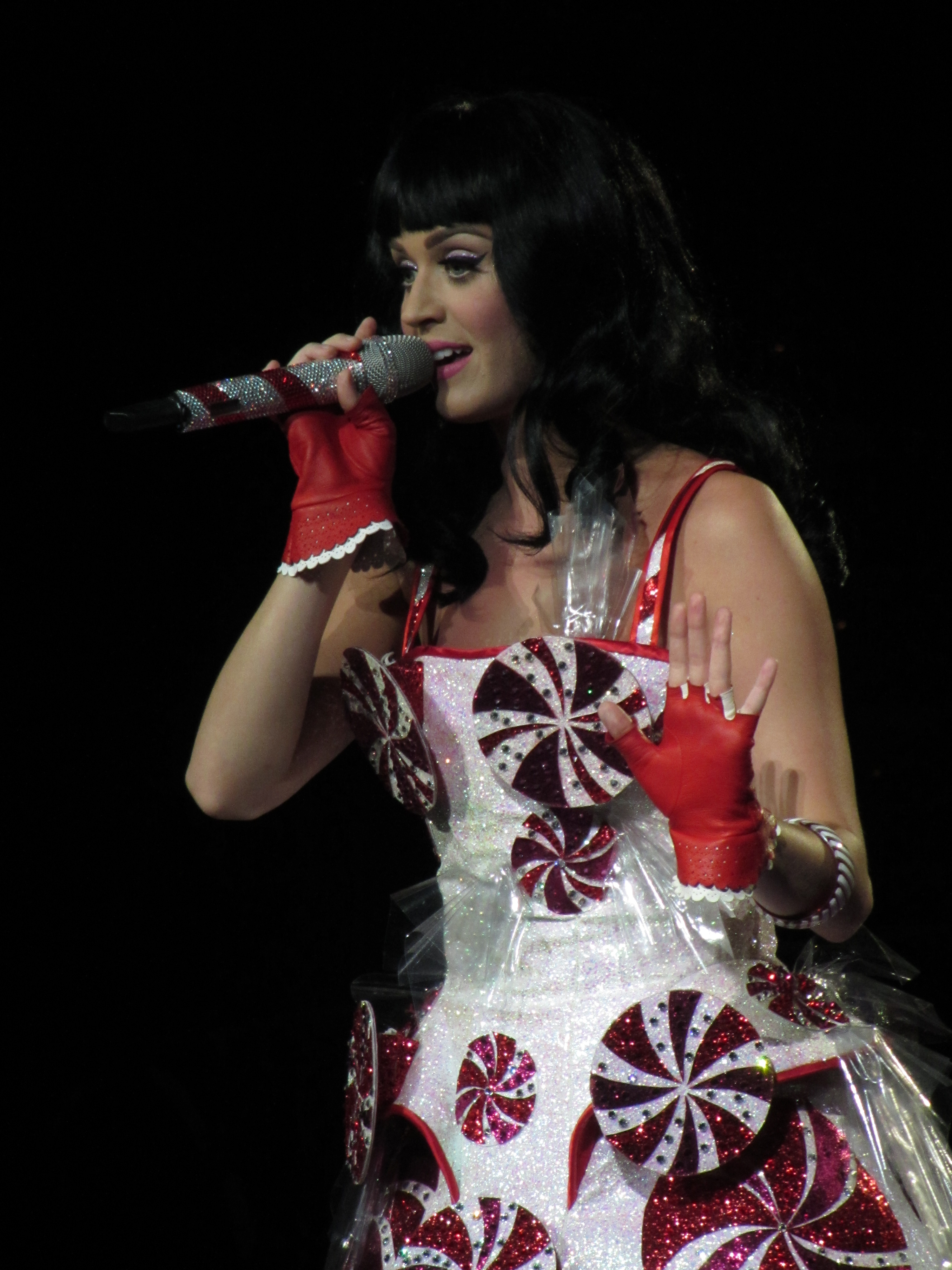
派瑞的标志性薄荷旋风连衣裙

派瑞被认为是性感象征：《GQ》将她标榜为“最强烈的男性尤物”，而《ELLE》则把她的身躯描述为“仿佛是一位青春期男孩描绘的”。《Vice》则称她是一位“‘认真的’流行巨星/女性/性感象征”。她在2010年《美信》百强榜上名列榜首，是“世界最美丽的女人”，编辑乔·利维（Joe Levy）表示她的“三点——而不是四点——都充斥着性感”。《男士健康》读者票选她为“2013年最性感女性”。2010年11月，派瑞告诉《时尚芭莎》，她对她身型感到自豪和满意。
派瑞的时装往往采用幽默、明亮的色彩和与食物有关的主题，例如她的标志性薄荷旋风连衣裙。《时尚》形容她是“唯一一个永远不羞于在任何领域中蛮横或走极端的人”，而《魅力》则给她取了“怪癖女王”的绰号。2009年2月，派瑞告诉《17》，她的时装风格是“有点像不同东西的堆砌品”，声称她享受她的服装带来的幽默。她还表示自己对时尚有“多重人格障碍”。派瑞将關·史蒂芬妮、雪莉·曼森、科洛·塞维尼、达芙妮·吉尼斯、娜塔莉·波特曼和虚构人物洛丽塔列为她的时尚偶像。
在社交媒体上，派瑞于2013年11月超越贾斯汀·比伯成为最多关注者的Twitter用户。2014年1月，她成为首位在该网站上获得5000万个关注者的人士，创下最多Twitter关注者的2015年吉尼斯世界记录，并于2016年7月该站获得9000万关注者的第一人。《福布斯》专栏作家多萝西·波梅兰茨（Dorothy Pomerantz）赞扬派瑞将社交媒体运用得得心应手，表示“派瑞是最优秀的Twitter用户，她跟歌迷们对话、分享有趣的照片和视频的方式，使他们都觉得派瑞是他们知心朋友。”《公告牌》的基思·考菲尔德（Keith Caulfield）表示，她“是一位似乎有着巨大人气的罕见名人，却真正的跟崇拜她的凯蒂猫（KatyCats）进行零距离互动。”
佩芮在《富比士》2011年「音樂界最賺錢女性」排行榜上以賺到4400萬美元名列第三，2012年又憑藉4500萬美元在該榜單上名列第五。她其后在2013年以赚到3900万美元名列第七，2014年又憑藉4000万美元在该榜单上名列第五。由于赚取了1亿3500万美元，《富比士》将佩芮名列在2015年「音乐界最赚钱女性」和「全球最高收入音乐人」排行榜上的第一名，并声明她是2015年最高收入的女艺人，同时将她放在《富比士》100位艺人名单中的第三位。2016年6月，《富比士》统计其净资产为1亿2500万美元。

## 其他经历

### 慈善事业

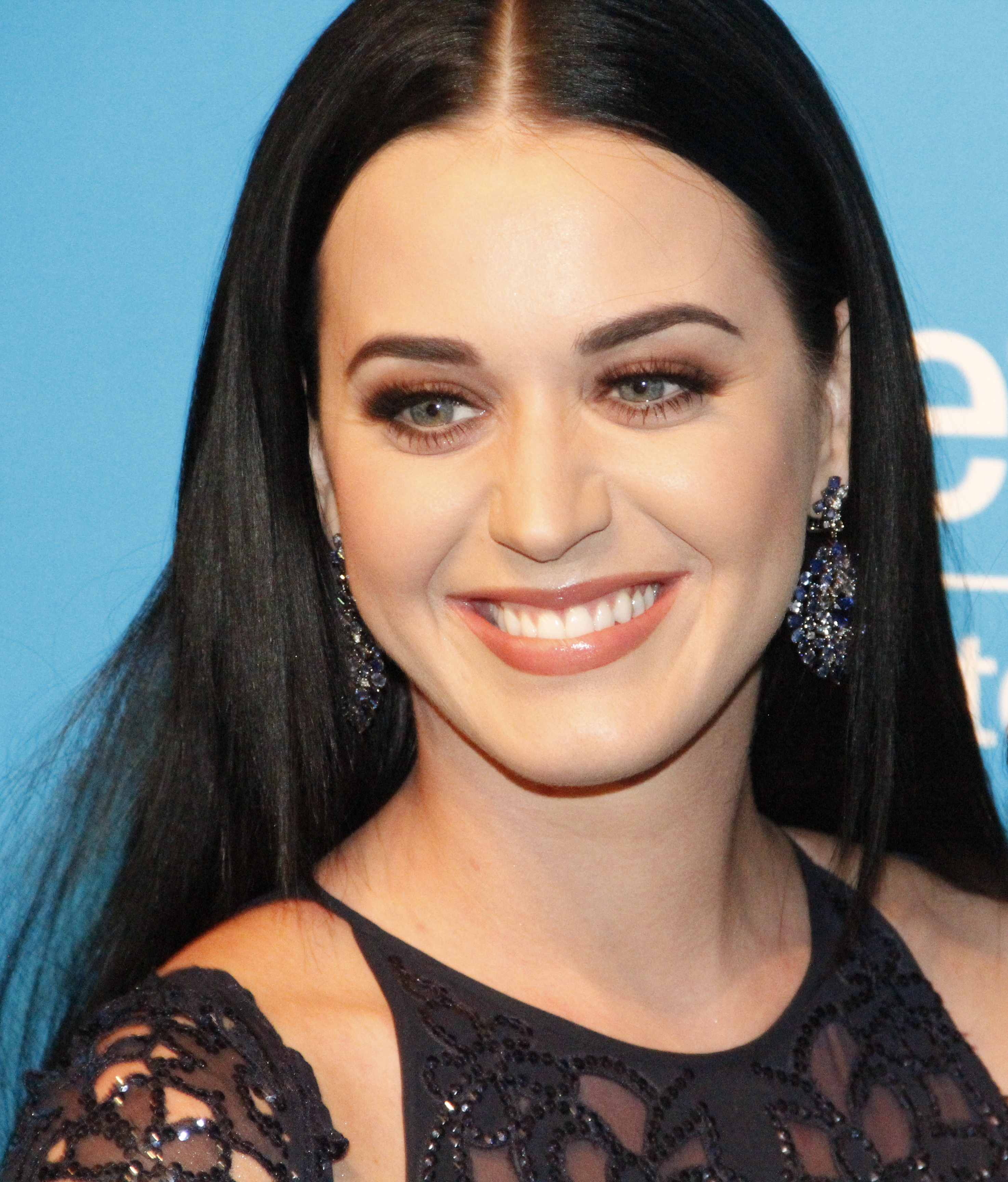
2013年派瑞成为联合国儿童基金会亲善大使

职业生涯期间派瑞支持了众多慈善机构和事业。她向福利的组织作出贡献，并尤其关注儿童的生活。2013年4月，她加入了联合国儿童基金会，帮助改善马达加斯加儿童的教育和营养。2013年12月3日，因“特别注重在机构的工作中使年轻人感到愉快，改善世界上最脆弱的儿童和青少年的生活，她被正式任命为联合国儿童基金会亲善大使。”她还安排将超炫光世界巡回演唱会门票所产生的资金交给儿童基金会。2010年9月，她与雷文-西蒙尼、沙奎尔·奥尼尔和《彻底改变：家庭再造》剧组成员为马里兰州巴尔的摩的失足青年建造并设计了Boys Hope/Girls Hope基金会庇护所。她还支持儿童教育。2014年5月，派瑞和其他被选中的艺人为画家马克·瑞登（Mark Ryden）艺术展的概念专辑《快乐90后》（The Gay 90s）的，录制了歌曲《戴茜·贝尔（两人自行车）》（Daisy Bell (Bicycle Built for Two)）的翻唱版。出自专辑销售的所有收益将捐给支持贫困小学音乐教育的慈善机构小子要摇滚。2014年6月，她联手史泰博公司开展“吼出来”（Make Roar Happen）项目，为支持公立学校教师和教室资源的组织DonorsChoose捐了100万。
派瑞还支持帮助癌症和艾滋病的患者的组织。2008年Warped巡回期间，她用她的双乳做了一个模具，为保住乳房基金会筹集资金。她还与邦妮·麦基、凯茜·马斯格雷夫斯、莎拉·芭瑞黎丝、艾丽·高登和二人组泰根与莎拉主持并参演于2013年10月23日在加利福尼亚州洛杉矶好莱坞碗（Hollywood Bowl）举办的“我们能活下去”（We Can Survive）演唱会。该演唱会的收益捐献给帮助身患乳腺癌年轻女性的组织年轻人生存联盟。2009年6月，她为H&M的“时装抗击艾滋病”（Fashion Against AIDS）活动设计了一件衣服，为艾滋病宣传项目筹集资金。
派瑞单曲《做自己》所得收益捐给了慈善机构MusiCares，以帮助处在艰难时期的音乐人。在她的加州梦幻巡演中，她为“门票做慈善”（Tickets-For-Charity）募捐活动筹集了17.5万美元。这些钱将由儿童健康基金会（CHF）、慷慨水源（Generosity Water）和美国人道主义协会三个慈善机构分得。27岁生日当天，派瑞为奥克兰的防止虐待动物协会设立捐赠页面，又在28岁生日时为大卫·林奇基金会设立了类似的页面。2014年3月29日，她与瑞安·西克雷斯特、法瑞尔·威廉姆斯、蒂姆·艾伦、莉萨·埃德尔斯坦和莱莉·基奥为洛杉矶的当代艺术博物馆筹集240万美元。

### 参与政治

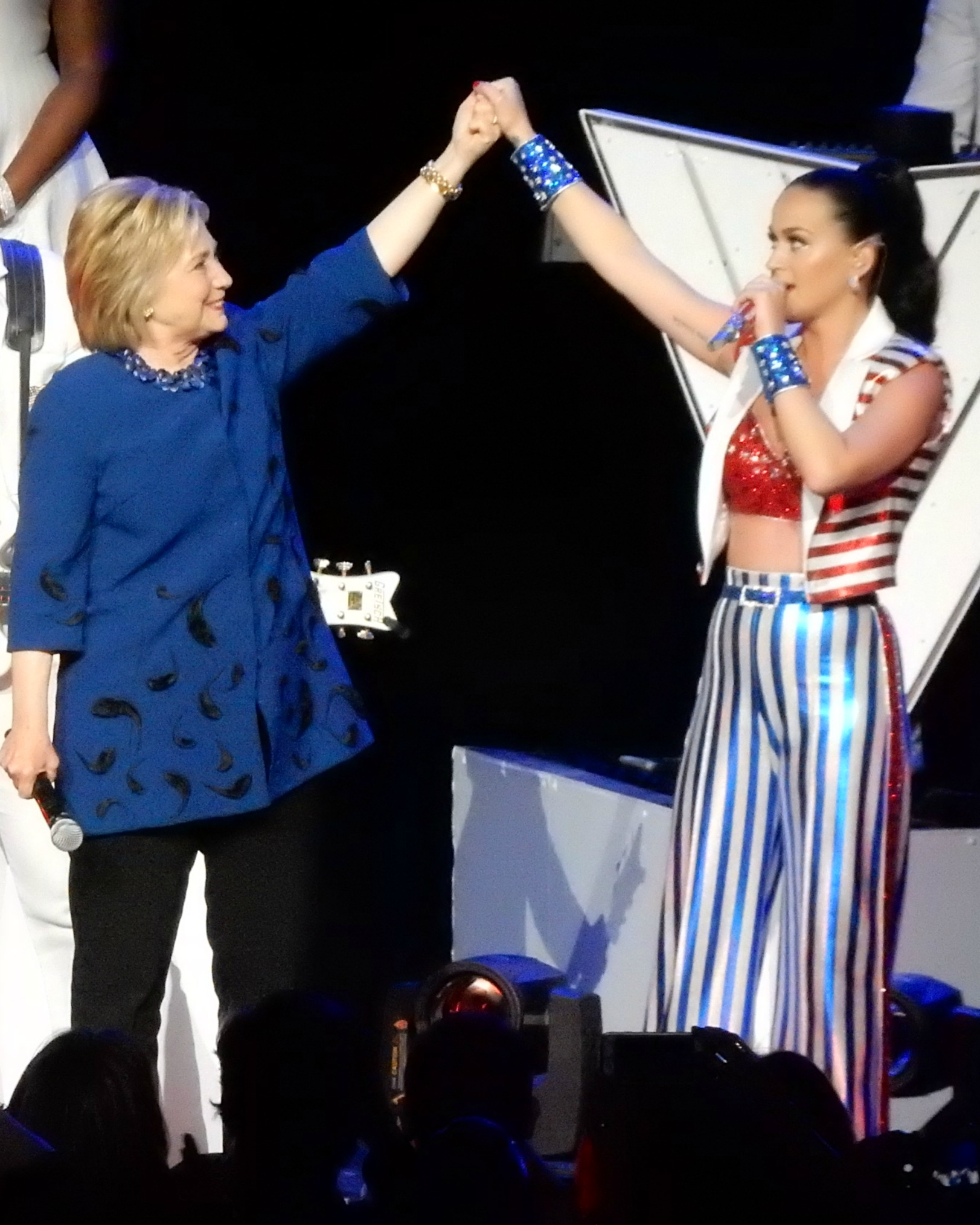
佩芮在总统候选人希拉里·克林顿的多场竞选集会中登场表演

派瑞是同性恋权活动家。她石墙慈善组织的“今天会更好”（It gets better......today）的预防同性恋欺凌运动期间支持该组织，将她的歌曲《烟火》的音乐录影带献给It Gets Better项目。2008年10月，派瑞告诉做点什么，她为成为一名同性恋活动家感到骄傲，表示“我一直是个很开放的人，但我绝对相信公平。”她证实她投票反对在法律上界定在加州结婚仅限于一位男性和一位女性结合的修正案《8号提案》（最终裁定违宪）。2012年6月，派瑞表达了她对同性恋平等的希望，评论道“我们将满怀希望地回首这一刻，想着我们现在要关心（其他）公民权问题。我们不可置信地摇着头，说着‘感谢上帝，我们进化了。’那会是我对未来的祈祷。”2012年12月，特雷弗项目为表彰派瑞代表同性恋青少年所做的工作和行动，授予她特雷弗英雄奖（Trevor Hero Award）。她自封为一位女权主义者，于2013年4月亮相传播女性当权思想的“改变的钟声”（Chime For Change）运动。她还表示，美国缺乏免费医疗把她“彻底搞疯”。
透过Twitter和出席他的集会，派瑞支持总统奥巴马竞选连任，并称赞他对同性婚姻和平等权的支持。她在于洛杉矶、拉斯维加斯和威斯康星州的三次集会上奥巴马表演，演唱《Let's Stay Together》和她的一些歌曲。在拉斯维加斯表演时，她穿着一条用选票复印本做的连衣裙，套上了奥巴马的票箱。在Twitter上，她鼓励歌迷投票给奥巴马。2013年8月，派瑞批评澳大利亚总理候选人托尼·阿博特，由于他反对同性婚姻。她告诉阿博特，“我爱身为人类的你，但我不会把票投给你。”2014年4月，她公开出席了玛丽安娜·威廉森的加利福尼亚州第33国会选区竞选活动政治新闻发布会，公开表示支持玛丽安娜。派瑞也欢迎前国务卿希拉里·克林顿参加2016年总统竞选，并为希拉里竞选捐了2700美元。2015年10月，她在爱荷华州为克林顿的集会表演，2016年3月与埃尔顿·约翰出席克林顿纽约筹款音乐会。在2016年民主党全国代表大会上，凯蒂为希拉蕊·克林顿站台并献唱。她鼓励民众投票给希拉蕊，并评论称他们在竞选期间会“像美国來福枪协会的说客一样强大”，“像任何百万富翁那样的有说服力”。四年后，她在2020年美國總統選舉中支持乔·拜登和賀錦麗，并称赞后者具有“我们当下迫切需要的（从政）经历”，并认为前者“选其为竞选搭档已经证明了他的决策能力。”2022年，佩里发布了一张她在2022年洛杉矶市市长选举为保守派候选人瑞克·卡羅素投票的照片，因此受到了民主党人的强烈批评。

## 成就
主条目：凯蒂·佩里奖项及提名列表
纵观她的职业生涯，派瑞共赢得5项全美音乐奖、14项人民选择奖和4项吉尼斯世界纪录。2012年9月，《公告牌》封她为“年度女性”。2010年5月到2011年9月，她在公告牌百强单曲榜创下了连续69个星期位居前十的破纪录总和。她最近期的冠军曲是《黑马》。2015年6月，《黑马》的音乐录影带成为Vevo首支播放量达到10亿的女艺人音乐录影带。接下来一个月，《聽我吼》的音乐录影带在Vevo上达到10亿播放量，使得她成为第二位有多支10亿播放量音乐录影带的女艺人。
派瑞被国际唱片业联合会（International Federation of the Phonographic Industry）宣布为2013年全球顶级发片女歌手。美国唱片工业协会（RIAA）表示，派瑞是美国数字单曲销量第三高的女歌手，包括流媒体点播量在内的数字单曲认证销量为8350万。她的歌曲《烟火》、《外星品种》、《加州女孩》、《忽冷忽热》、《聽我吼》和《黑马》都透过数字渠道卖出超过500万份。佩里整个职业生涯共在全球卖出一亿张唱片，是史上作品销量最多的音乐人之一。

## 音樂專輯
主条目：凯蒂·派瑞音乐作品列表
- 《凯蒂·哈德森》（2001）
- 《花漾派对》（2008）
- 《花漾年华》（2010）
- 《超炫光》（2013）
- 《見證》（2017）
- 《微笑》（2020）
- 《143》（2024）

## 影视作品
主条目：凯蒂·派瑞影视作品列表
- 《蓝精灵》（2011）
- 《凯蒂佩芮：做自己》（2012）
- 《蓝精灵2》（2013）
- 《凯蒂佩芮：超炫光世界巡迴演唱會》（2015）
- 《凯蒂佩芮：百事超級盃中場表演制作集锦》（2015）
- 《傑里米·斯科特：人民设计师（英语：Jeremy Scott: The People's Designer）》（2015）
- 《名模大間諜2》（2016）

## 演唱會
主條目：凱蒂‧佩芮現場演出列表
個人巡演
- 凱蒂你好世界巡迴演唱會（2009）
- 加州之夢巡迴演唱會（英语：California Dreams Tour）（2011）
- 超炫光世界巡迴演唱會 （2014-2015）
- 見證巡迴演唱會(2017-2018)

共同领衔巡演
- 奇怪得正常巡回演唱会（2001）
- Warped巡迴（2008）

駐唱演唱會
- 玩樂 （2021-2023）

## 扩展阅读
- Cowlin, Chris. . Apex Publishing Limited. 2014. ASIN B00JJ2P9CE.
- Cutforth, Dan; Lipsitz, Jane (directors); Perry, Katy (autobiographer).  (电影). 美国; Imagine Entertainment, Perry Productions et al.: 派拉蒙影业. 2012年7月5日.
- Friedlander, Noam. . Sterling Publishing. 2012. ISBN 978-1-4549-0364-2.
- Glenday, Craig. . 兰登书屋. 2010. ISBN 978-1-904994-50-3.
- Glenday, Craig. . 兰登书屋. 2013. ISBN 978-1-904994-87-9.
- Hudson, Alice. . Flame Tree Publishing. 2012. ISBN 978-0-85775-280-2.
- Summers, Kimberly Dillon. . ABC-CLIO. 2012. ISBN 978-1-4408-0100-6.

## 外部連結
- （英文）凱蒂·佩芮的X（前Twitter）
- （英文）凱蒂·佩芮的Facebook專頁
- （英文）凱蒂·佩芮的Instagram帳戶
- （英文）YouTube上的姬蒂·佩芮頻道
- （英文）姬蒂·佩芮的Tumblr Blog